# Kaku Takagawa
Takagawa Kaku (高川格?) (21 de septiembre de 1915, Wakayama, Japón-26 de noviembre de 1986) también conocido como Takagawa Shukaku (高川秀格 Takagawa Shūkaku?), fue uno de los jugadores de go profesionales más exitosos del siglo XX.

## Campeonatos y subcampeonatos
| Título                 | Años ganado      |
| ---------------------- | ---------------- |
| Actuales               | 12               |
| Honinbo                | 1952 – 1960      |
| Judan                  | 1965             |
| Oza                    | 1954             |
| Copa NHK               | 1966             |
| Extintos               | 4                |
| Meijin antiguo         | 1968             |
| Campeonato Nihon-Ki-In | 1954, 1962, 1963 |

| Título                           | Años perdido     |
| -------------------------------- | ---------------- |
| Actuales                         | 7                |
| Honinbo                          | 1961, 1963, 1964 |
| Judan                            | 1966             |
| Oza                              | 1961             |
| Copa NHK                         | 1954, 1959       |
| Extintos                         | 8                |
| Meijin antiguo                   | 1969             |
| Campeonato Nihon-Ki-In           | 1955, 1959, 1960 |
| Diez Mejores Profesionales Asahi | 1964 - 1967      |

## Libros
- How to Play Go, Nihon Ki-In 1956 reseña (en inglés)
- Vital Points of Go, Nihon Ki-In 1958 reseña (en inglés)
- The Power of the Star-Point (ISBN 4871870324)
- Improve Your Intuition (ISBN 0-9706193-2-4) Volume 1, (ISBN 0-9706193-2-4) Volume 2, (ISBN 0-9706193-2-4) Volume 3.